# 弗吕埃伦

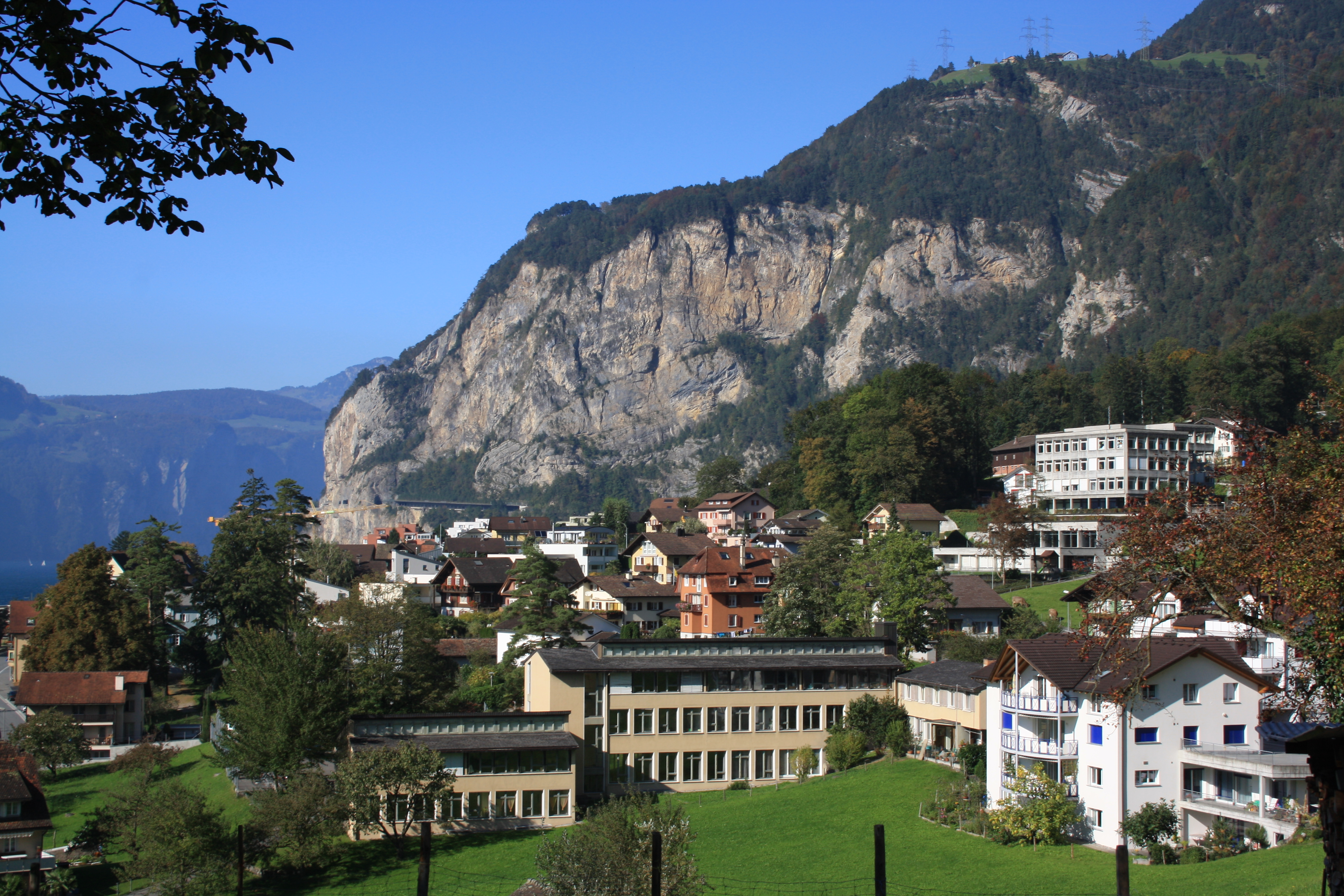

弗吕埃伦是瑞士乌里州的市镇，位於該州北部，四森林州湖南岸，面積12.38平方公里，海拔高度435米。